# Hornet Malkara
Il Hornet Malkara è un missile anticarro del dopoguerra utilizzato nel Regno Unito dal Royal Armoured Corps, regio corpo corazzato britannico. Esso era stato praticamente concepito come sostituto dei carri Conqueror, con una potenza distruttiva a lungo raggio alla quale si sacrificò praticamente tutto il resto. È stato uno dei primi missili anticarro filoguidati (ATGMs).
Il missile venne sviluppato con l'uso del Telaio dell'autocarro Humber corazzato, trazione integrale. Una rampa posteriore teneva 2 missili ed era retrattile per consentire il tiro anche da posizioni defilate. Lo sviluppo ebbe luogo con la cooperazione tra Regno Unito e Australia, quest'ultima sviluppò il missile da un gruppo di istituti di ricerca universitari e industriali, soprattutto il Government Aircraft Factories (industrie aeronautiche statali).
Il Malkara era un'enorme arma anticarro, ben 91kg di peso, 27 della testata, gittata 4km, raggiungibile in 28 secondi. La sua particolarità, oltre le dimensioni mostruose, era quella di avere una testata HESH a esplosivo al plastico, anche se il diametro di 20cm era più che sufficiente per ospitare una potente testata HEAT.
Il missile era lanciato con una rampa retrattile al tergo del veicolo, con 2 missili pronti al lancio con una rampa binata elevabile. Era molto grande, e le alette fisse non aiutavano certo a renderlo meno appariscente. Il veicolo, che praticamente non aveva parte posteriore per ospitare il braccio di lancio, era paracadutabile e pronto in 10 minuti dall'atterraggio. Infine era disponibile un congegno di puntamento sopra l'abitacolo a 10 ingrandimenti, mentre esisteva la possibilità di lancio anche da distanza di 80m dal mezzo.
"Malkara" è la parola aborigena per "scudo".

## Sviluppo
Il concetto di base del Malkara fu probabilmente ispirato dal missile anticarro tedesco X-7 della seconda guerra mondiale. Il design del missile è stata effettuata principalmente dal Laboratorio di Ricerca Aeronautica del governo australiano, e questa fase è stato anche uno dei primi esempi di simulazione al computer in termini di progettazione tecnica. Il test di sviluppo è stato effettuato presso l'area vietata di Woomera, e le prove di omologazione per le varie tipologie di carro furono svolte a Lulworth Cove, Dorset. Anche se le prove a Dorset apparentemente raggiunsero un impressionante 90% di successo sul target, in servizio i missili non sono stati considerati un grande successo, a causa di tre errori principali: essi sono stati considerati troppo pesanti. Mentre erano troppo pesanti per un utilizzo da parte di un soldato, potevano essere azionati soltanto dai loro veicoli specializzati, riducendone la flessibilità ed accuratezza facendo registrare nella pratica scarsi risultati. Questo può essere stato perché il sistema di controllo scomodo richiedeva molta pratica, e non vi era né un sistema di simulazione, né missili sufficienti per l'utilizzo dell'addestramento. Si riscontra che molti operatori hanno solo sparato un missile nella loro carriera. Infine, la loro velocità era bassa.
Tuttavia, le esperienze fatte nell'ambito del progetto Malkara hanno portato a miglioramenti nei programmi successivi. Inoltre, la cellula di base e le relative competenze sono state utilizzate direttamente nello sviluppo del missile Ikara antisommergibile e del missile superficie-aria Cat Sea. Malkara era insolito tra i missili anticarro, in quanto aveva le seguenti testate: HESH, HEP e HEAT. Il Regno Unito ha sempre mostrato interesse per le testate HESH.

## Specifiche
- Lunghezza: 1,9 m
- Diametro: 200 mm
- Apertura alare: 800 mm
- Portata: 4.000 m
- Propulsione: a doppia spinta razzo a combustibile solido
- Velocità: 146,19 m / s - basso subsonico, 28 sec a 4 km di esercizio max
- Peso totale: 93,5 kg
- Testata: 26 kg HESH
- Guida: filo guidato MCLOS
- Numero di esemplari costruiti: 1000